# Otto Fischer (químico)

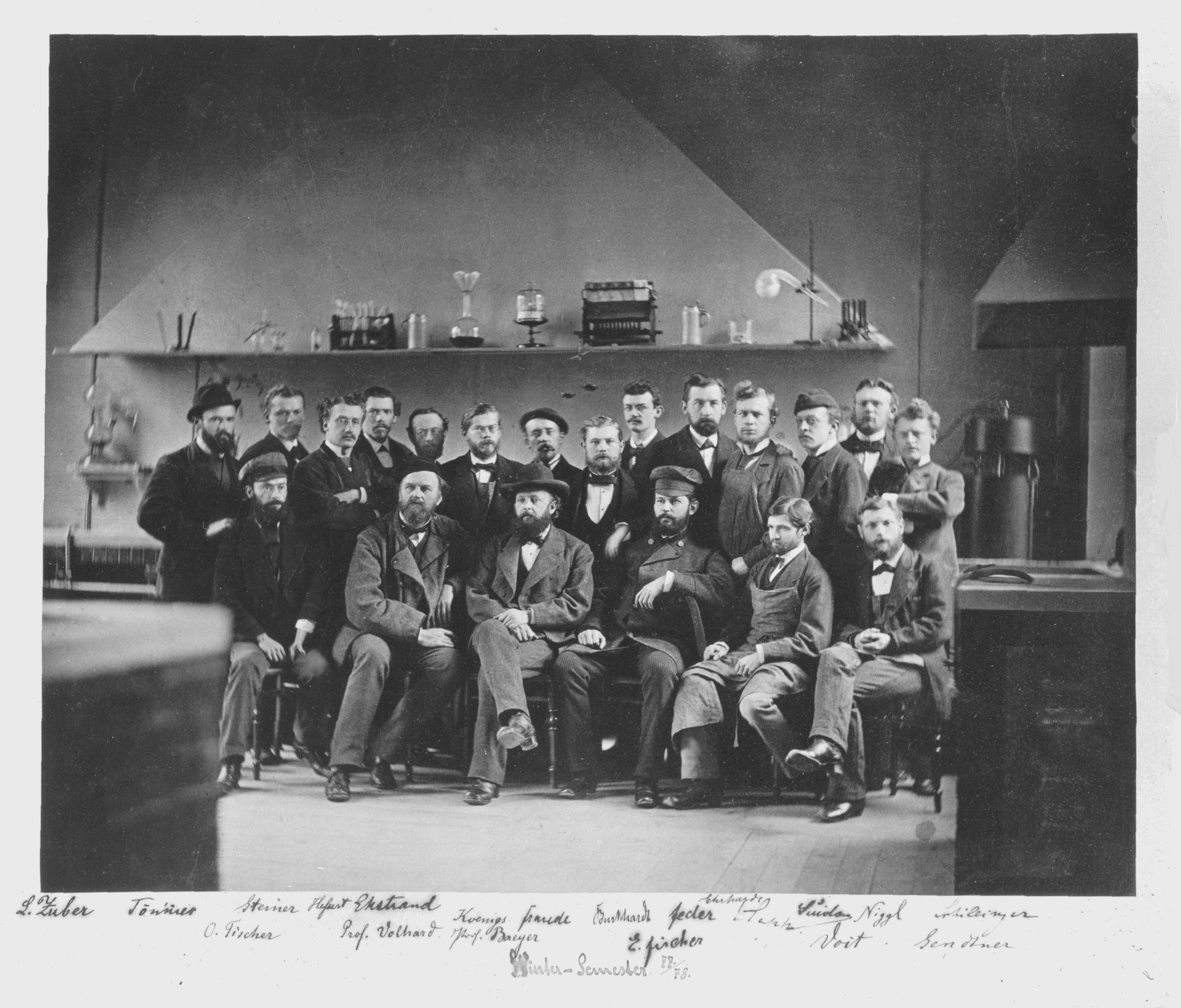
Otto Fischer em Munique (1877)

Otto Philipp Fischer (Euskirchen, 28 de novembro de 1852 – Erlangen, 4 de abril de 1932) foi um químico alemão. Seu primo de mesma idade Hermann Emil Fischer foi laureado com o Nobel de Química de 1902.
Estudou química em Berlim, Bonn (onde foi aluno de August Kekulé) e Estrasburgo, obtendo um doutorado em 1874/1875 na Universidade de Estrasburgo, orientado por Adolf von Baeyer, com a tese Ueber Verbindungen von Chloral und Aldehyd mit Toluol unter Austritt von Wasser. Por um semestre foi depois pesquisar sobre o metilantraceno como assistente privado de Carl Theodore Liebermann no Gewerbeinstitut Berlin. Na habilitação em 1878 acompanhou Baeyer para a Universidade de Munique. 
A cátedra de seu primo Emil Fischer (que tinha problemas de saúde) em química orgânica na Universidade de Erlangen foi inicialmente ocupada por ele em tempo parcial, e a partir de 1885 em tempo integral. Foi desde 1885 membro correspondente da Academia de Ciências da Baviera. Aposentou-se em 1925 em Erlangen.
Fischer trabalhou sobre a estrutura de corantes, em especial corantes de trifenilmetano. Em seu nome e de Eduard Hepp é denominado o rearranjo de Fischer-Hepp (1886). 

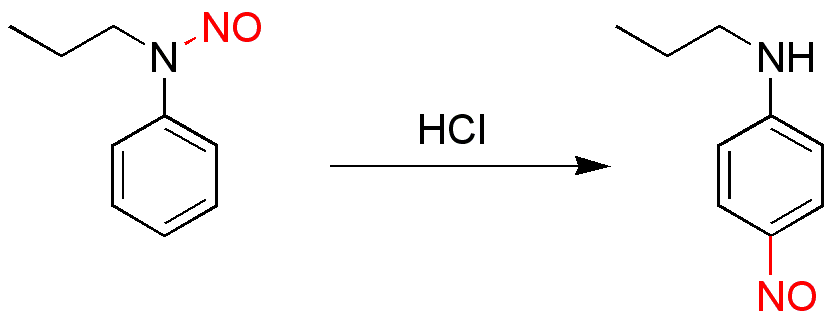
Rearranjo de Fischer-Hepp

Dentre seus alunos consta Anton Vilsmeier.